# Abraham Mor Severios
Abraham Mor Severios (ur. 12 lipca 1941 w Peechanikkad) – duchowny Malankarskiego Syryjskiego Kościoła Ortodoksyjnego, będącego częścią Syryjskiego Kościoła Ortodoksyjnego, od 1982 biskup Angamali. Sakrę otrzymał 6 marca 1982 roku.